# Fräsen (Straßenbau)

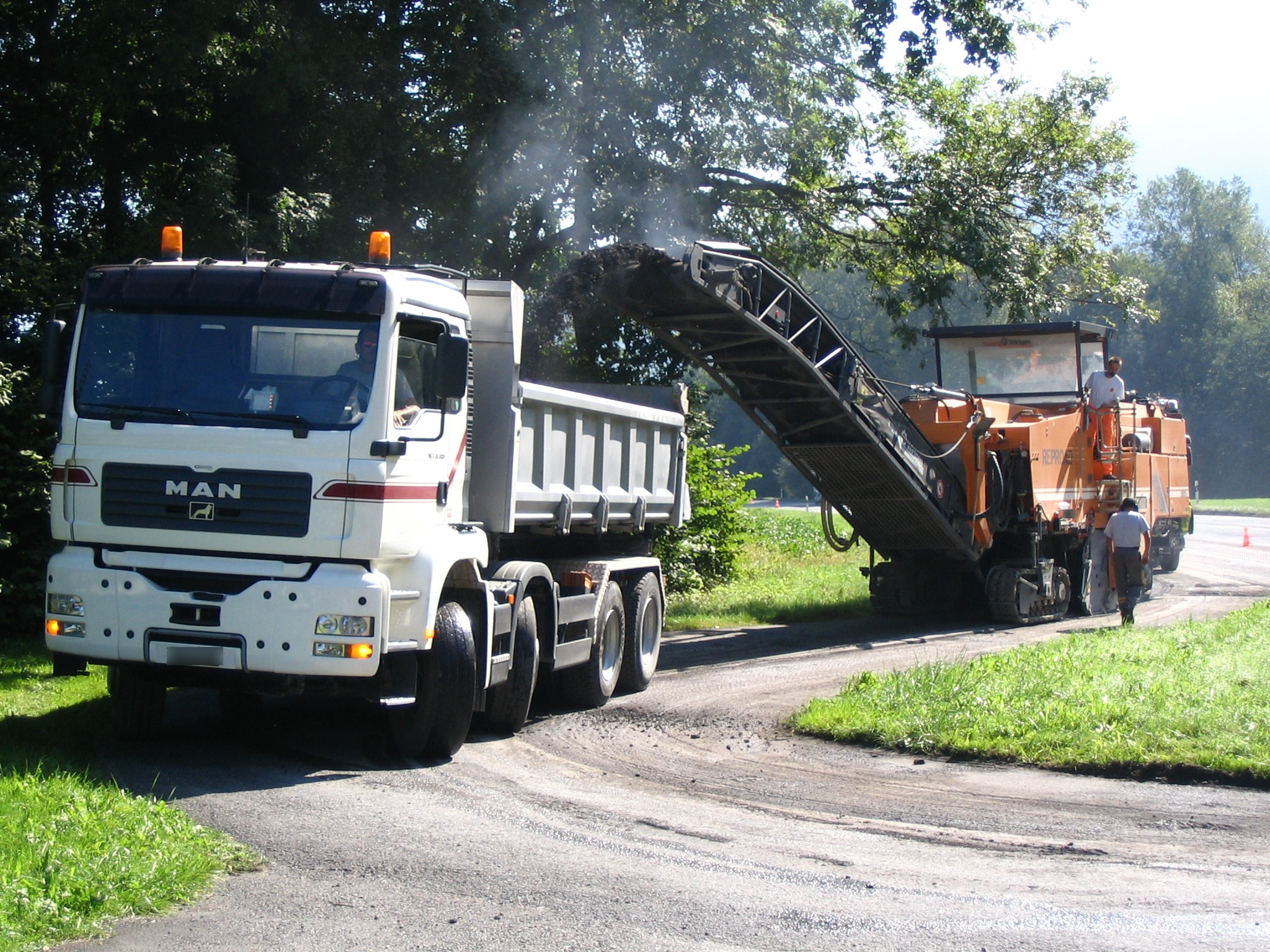
Eine Kaltfräse trägt alte Asphaltschicht ab und beschickt den Lkw mit Fräsasphalt.

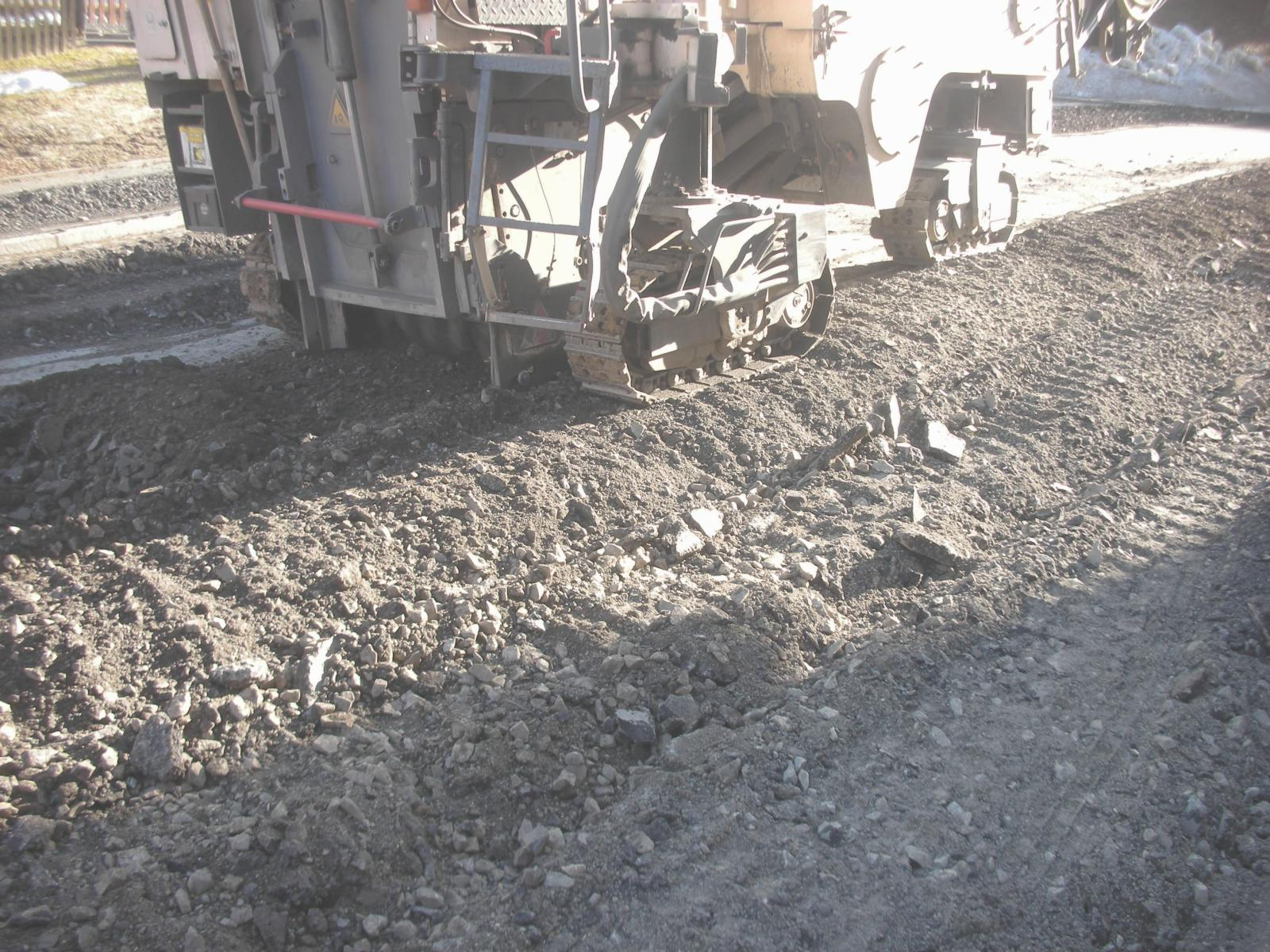
Unten ist das Fräswerk sichtbar

Das Fräsen (auch Abfräsen) ist ein Bauverfahren in der Straßenbautechnik und dient dazu Straßenbefestigungen aus Asphalt abzutragen. Der Abtrag erfolgt mit Hilfe einer rotierenden Fräswalze, die mit Fräswerkzeugen (Meißeln) besetzt ist. Dabei ist zwischen der Warmfräs- und der Kaltfrästechnik zu unterscheiden. Die Wärmfrästechnik wurde Anfang der 1970er Jahre entwickelt und setzt sich aus dem Erwärmen und anschließenden Abfräsen der Asphaltschicht zusammen.
Anfang der 1980er Jahre setzte sich die neu entwickelte Kaltfrästechnologie durch, da sie auf ein Aufwärmen der Fahrbahnoberfläche verzichtet und die Fräswerkzeuge mehr Härte besitzen. Das Fräsgut (Asphaltgranulat) kann unter der Voraussetzung, dass der Ausbauasphalt frei von Fremdstoffen und gesundheitsschädlichen Substanzen, wie beispielsweise Teer ist, nach dem Ausbau wiederverwendet werden.
Vorteil des Fräsens ist der rasche Bauablauf und die gezielte und präzise Abtragung von Fahrbahnschichten. Die Gründe für das Fräsen von Straßenbefestigungen können vielfältig sein. Auf diesem Weg lässt sich beispielsweise eine beschädigte Fahrbahndecke abtragen und so die geforderte Griffigkeit und Ebenheit wiederherstellen. Auf einen kompletten Ausbau und anschließenden Neueinbau der Straßenbefestigung kann verzichtet werden.
Das Fräsen eignet sich auch für das Entfernen von Fahrbahnmarkierungen oder zum Abtragen kleinflächiger Schadstellen. In diesem Fall kommt die so genannte Feinfrästechnik zur Anwendung.